# Рензулли, Фрэнк
Фрэнк Рензулли (англ. Frank Renzulli; род. 21 февраля 1958) — американский актёр, сценарист и продюсер.
Как номинант на премию «Эмми» и лауреат «Золотого глобуса», Рензулли написал сценарии к сериалу «Клан Сопрано», главным образом к первым двум сезонам, и к другому номинированному на премию «Эмми» эпизоду третьего сезона телешоу. Он также был соисполнительным продюсером короткого телешоу 2006 года «Грабёж» на канале NBC. Он был соисполнительным продюсером и сценаристом сериала канала Starz «Столкновение». Шоураннер «Столкновения» Глен Мазарра приложил руку к написанию сценария для сериала и выбрал людей с опытом написания острого материала. В 2010 году он сыграл Сэла ЛоНано, реального менеджера "Ирландца" Микки Уорда в номинированном на премии «Золотой глобус» и «Оскар» фильме «Боец». У Фрэнка Рензулли есть повторяющаяся роль частного детектива Винни Дельгато в сериале канала NBC «Закон Хэрри». Он воссоединился с Гленом Маззарой чтобы написать сценарий к независимому эпизоду сериала канала AMC «Ходячие мертвецы» под названием «Когда мертвецы стучатся» в 2012 году. Эпизод получил похвалу от критиков и считается одним из самых лучших эпизодов сериала.

## Фильмография
- Ходячие мертвецы / The Walking Dead
- Боец / The Fighter
- Клан Сопрано / The Sopranos
- Бродвей Дэнни Роуз / Broadway Danny Rose